# Coupe de la Ligue française de football 1964-1965
Navigation
Édition précédente Édition suivante
La Coupe de la ligue 1964-1965 est la deuxième des deux éditions de la Coupe de la Ligue disputées dans les années 1960.
La compétition est remportée par le FC Nantes face au Sporting Toulon Var.

## Participants
15 clubs de première et tous les clubs de deuxième division participent à la compétition.
Dans 4 groupes il y a parité entre le nombre d'équipes de première et de deuxième division.
| Équipes de Division 1: - Girondins de Bordeaux - Lille OSC - Olympique lyonnais - AS Monaco - FC Nantes - Nîmes Olympique - Stade rennais UC - FC Rouen - AS Saint-Étienne - UA Sedan-Torcy - FC Sochaux-Montbéliard - Stade Français - RC Strasbourg - SC Toulon - US Valenciennes-Anzin | Équipes de Division 2: - AS Aix-en-Provence - RCFC Besançon - AS Béziers - US Boulogne - AS Cannes - AS Cherbourg - US Forbach - FC Grenoble - Limoges FC - Olympique de Marseille - FC Metz - SO Montpellier - OGC Nice - RC Paris - Red Star Olympique - Stade de Reims |

## Phase de groupes
Les équipes sont réparties géographiquement dans 7 groupes de quatre clubs plus 1 groupe de trois. 
Chaque groupe se dispute sous la forme d'un championnat avec rencontres aller-retour. Les huit vainqueurs sont qualifiés pour les quarts de finale.

### Groupe 1
| Rang | Équipe                  | Pts | J | G | N | P | Bp | Bc | Diff |  | Résultats (▼ dom., ► ext.) | USVA | RSO | LOSC | USB |
| ---- | ----------------------- | --- | - | - | - | - | -- | -- | ---- |  | -------------------------- | ---- | --- | ---- | --- |
| 1    | US Valenciennes-Anzin   | 10  | 6 | 4 | 2 | 0 | 15 | 6  | +9   |  | US Valenciennes-Anzin      |      | 1-0 | 4-1  | 0-0 |
| 2    | Red Star Olympique (D2) | 5   | 6 | 2 | 1 | 3 | 8  | 9  | -1   |  | Red Star Olympique (D2)    | 2-3  |     | 1-1  | 3-1 |
| 3    | LOSC                    | 5   | 6 | 2 | 1 | 3 | 8  | 13 | -5   |  | LOSC                       | 0-4  | 3-1 |      | 1-2 |
| 4    | US Boulogne (D2)        | 4   | 6 | 1 | 2 | 3 | 7  | 10 | -3   |  | US Boulogne (D2)           | 3-3  | 0-1 | 1-2  |     |

### Groupe 2
| Rang | Équipe              | Pts | J | G | N | P | Bp | Bc | Diff |  | Résultats (▼ dom., ► ext.) | SDR | CSSA | RCP | FCM |
| ---- | ------------------- | --- | - | - | - | - | -- | -- | ---- |  | -------------------------- | --- | ---- | --- | --- |
| 1    | Stade de Reims (D2) | 7   | 6 | 3 | 1 | 2 | 10 | 7  | +3   |  | Stade de Reims (D2)        |     | 0-2  | 2-0 | 2-0 |
| 2    | UA Sedan-Torcy      | 7   | 6 | 3 | 1 | 2 | 11 | 9  | +2   |  | UA Sedan-Torcy             | 1-3 |      | 4-2 | 0-1 |
| 3    | RC Paris (D2)       | 5   | 6 | 2 | 1 | 3 | 9  | 11 | -2   |  | RC Paris (D2)              | 3-2 | 1-1  |     | 3-1 |
| 4    | FC Metz (D2)        | 5   | 6 | 2 | 1 | 3 | 6  | 9  | -3   |  | FC Metz (D2)               | 1-1 | 2-3  | 1-0 |     |

### Groupe 3
| Rang | Équipe                 | Pts | J | G | N | P | Bp | Bc | Diff |  | Résultats (▼ dom., ► ext.) | FCSM | USF | RCS | RCFCB |
| ---- | ---------------------- | --- | - | - | - | - | -- | -- | ---- |  | -------------------------- | ---- | --- | --- | ----- |
| 1    | FC Sochaux-Montbéliard | 7   | 6 | 2 | 3 | 1 | 9  | 4  | +5   |  | FC Sochaux-Montbéliard     |      | 4-0 | 1-1 | 1-1   |
| 2    | US Forbach (D2)        | 7   | 6 | 3 | 1 | 2 | 5  | 7  | -2   |  | US Forbach (D2)            | 1-0  |     | 0-1 | 2-1   |
| 3    | RC Strasbourg          | 6   | 6 | 2 | 2 | 2 | 10 | 8  | +2   |  | RC Strasbourg              | 0-2  | 1-1 |     | 5-1   |
| 4    | RCFC Besançon (D2)     | 4   | 6 | 1 | 2 | 3 | 7  | 12 | -5   |  | RCFC Besançon (D2)         | 1-1  | 0-1 | 3-2 |       |

### Groupe 4
| Rang | Équipe            | Pts | J | G | N | P | Bp | Bc | Diff |  | Résultats (▼ dom., ► ext.) | SF  | ASC | FCR |
| ---- | ----------------- | --- | - | - | - | - | -- | -- | ---- |  | -------------------------- | --- | --- | --- |
| 1    | Stade Français    | 6   | 4 | 3 | 0 | 1 | 14 | 7  | +7   |  | Stade Français             |     | 4-0 | 5-3 |
| 2    | AS Cherbourg (D2) | 6   | 4 | 3 | 0 | 1 | 9  | 6  | +3   |  | AS Cherbourg (D2)          | 2-0 |     | 3-1 |
| 3    | FC Rouen          | 0   | 4 | 0 | 0 | 4 | 5  | 15 | -10  |  | FC Rouen                   | 0-5 | 1-2 |     |

### Groupe 5
| Rang | Équipe              | Pts | J | G | N | P | Bp | Bc | Diff |  | Résultats (▼ dom., ► ext.) | NO  | OL  | ASB | MHSC |
| ---- | ------------------- | --- | - | - | - | - | -- | -- | ---- |  | -------------------------- | --- | --- | --- | ---- |
| 1    | Nîmes Olympique     | 9   | 6 | 4 | 1 | 1 | 11 | 6  | +5   |  | Nîmes Olympique            |     | 1-1 | 2-1 | 2-1  |
| 2    | Olympique lyonnais  | 9   | 6 | 4 | 1 | 1 | 14 | 6  | +8   |  | Olympique lyonnais         | 2-1 |     | 3-0 | 4-2  |
| 3    | AS Béziers (D2)     | 5   | 6 | 2 | 1 | 3 | 5  | 9  | -4   |  | AS Béziers (D2)            | 0-2 | 1-0 |     | 2-1  |
| 4    | SO Montpellier (D2) | 1   | 6 | 0 | 1 | 5 | 7  | 16 | -9   |  | SO Montpellier (D2)        | 1-3 | 1-4 | 1-1 |      |

### Groupe 6
| Rang | Équipe                | Pts | J | G | N | P | Bp | Bc | Diff |  | Résultats (▼ dom., ► ext.) | FCN | LFC | GB  | SR  |
| ---- | --------------------- | --- | - | - | - | - | -- | -- | ---- |  | -------------------------- | --- | --- | --- | --- |
| 1    | FC Nantes             | 8   | 6 | 3 | 2 | 1 | 14 | 7  | +7   |  | FC Nantes                  |     | 3-0 | 4-0 | 2-2 |
| 2    | Limoges FC (D2)       | 7   | 6 | 2 | 3 | 1 | 7  | 8  | -1   |  | Limoges FC (D2)            | 1-1 |     | 2-2 | 2-1 |
| 3    | Girondins de Bordeaux | 5   | 6 | 1 | 3 | 2 | 5  | 11 | -6   |  | Girondins de Bordeaux      | 3-2 | 0-0 |     | 0-0 |
| 4    | Stade rennais UC      | 4   | 6 | 1 | 2 | 3 | 8  | 8  | 0    |  | Stade rennais UC           | 2-2 | 1-2 | 3-0 |     |

### Groupe 7
| Rang | Équipe                      | Pts | J | G | N | P | Bp | Bc | Diff |  | Résultats (▼ dom., ► ext.)  | OM  | ASA | ASSE | GF38 |
| ---- | --------------------------- | --- | - | - | - | - | -- | -- | ---- |  | --------------------------- | --- | --- | ---- | ---- |
| 1    | Olympique de Marseille (D2) | 10  | 6 | 4 | 2 | 0 | 10 | 4  | +6   |  | Olympique de Marseille (D2) |     | 0-0 | 3-2  | 2-0  |
| 2    | AS Aix-en-Provence (D2)     | 7   | 6 | 2 | 3 | 1 | 9  | 6  | +3   |  | AS Aix-en-Provence (D2)     | 0-1 |     | 2-0  | 3-1  |
| 3    | AS Saint-Étienne            | 5   | 6 | 2 | 1 | 3 | 10 | 12 | -2   |  | AS Saint-Étienne            | 1-3 | 2-2 |      | 3-1  |
| 4    | FC Grenoble (D2)            | 2   | 6 | 0 | 2 | 4 | 6  | 13 | -7   |  | FC Grenoble (D2)            | 1-1 | 2-2 | 1-2  |      |

### Groupe 8
| Rang | Équipe         | Pts | J | G | N | P | Bp | Bc | Diff |  | Résultats (▼ dom., ► ext.) | SCT | OGCN | ASC | ASM |
| ---- | -------------- | --- | - | - | - | - | -- | -- | ---- |  | -------------------------- | --- | ---- | --- | --- |
| 1    | SC Toulon      | 8   | 6 | 4 | 0 | 2 | 11 | 8  | +3   |  | SC Toulon                  |     | 1-0  | 3-1 | 2-1 |
| 2    | OGC Nice (D2)  | 8   | 6 | 3 | 2 | 1 | 9  | 5  | +4   |  | OGC Nice (D2)              | 2-1 |      | 2-0 | 1-1 |
| 3    | AS Cannes (D2) | 4   | 6 | 2 | 0 | 4 | 7  | 13 | -6   |  | AS Cannes (D2)             | 3-2 | 0-2  |     | 3-2 |
| 4    | AS Monaco      | 4   | 6 | 1 | 2 | 3 | 9  | 10 | -1   |  | AS Monaco                  | 1-2 | 2-2  | 2-0 |     |

## Quarts de finale à finale
Les quarts et les demi-finales se déroulent en match aller-retour.
La finale, disputée sur un seul match, est remportée par le FC Nantes face au SC Toulon par 4 buts à 1.
|  | Quarts de finale                | Quarts de finale              | Quarts de finale              | Quarts de finale              |                       |                       | Demi-finales          | Demi-finales          | Demi-finales          | Demi-finales          |  |  | Finale                              | Finale                              | Finale                              | Finale                              |
|  |                                 |                               |                               |                               |                       |                       |                       |                       |                       |                       |  |  |                                     |                                     |                                     |                                     |
|  | 9 septembre et 3 octobre 1964   | 9 septembre et 3 octobre 1964 | 9 septembre et 3 octobre 1964 | 9 septembre et 3 octobre 1964 |                       |                       | 4 et 25 novembre 1964 | 4 et 25 novembre 1964 | 4 et 25 novembre 1964 | 4 et 25 novembre 1964 |  |  | 2 mai 1965, Parc des Princes, Paris | 2 mai 1965, Parc des Princes, Paris | 2 mai 1965, Parc des Princes, Paris | 2 mai 1965, Parc des Princes, Paris |
|  | 9 septembre et 3 octobre 1964   | 9 septembre et 3 octobre 1964 | 9 septembre et 3 octobre 1964 | 9 septembre et 3 octobre 1964 |                       |                       | 4 et 25 novembre 1964 | 4 et 25 novembre 1964 | 4 et 25 novembre 1964 | 4 et 25 novembre 1964 |  |  | 2 mai 1965, Parc des Princes, Paris | 2 mai 1965, Parc des Princes, Paris | 2 mai 1965, Parc des Princes, Paris | 2 mai 1965, Parc des Princes, Paris |
|  | FC Sochaux-Montbéliard          | FC Sochaux-Montbéliard        | 4                             | 2                             |                       |                       | 4 et 25 novembre 1964 | 4 et 25 novembre 1964 | 4 et 25 novembre 1964 | 4 et 25 novembre 1964 |  |  | 2 mai 1965, Parc des Princes, Paris | 2 mai 1965, Parc des Princes, Paris | 2 mai 1965, Parc des Princes, Paris | 2 mai 1965, Parc des Princes, Paris |
|  | FC Sochaux-Montbéliard          | FC Sochaux-Montbéliard        | 4                             | 2                             |                       |                       | 4 et 25 novembre 1964 | 4 et 25 novembre 1964 | 4 et 25 novembre 1964 | 4 et 25 novembre 1964 |  |  | 2 mai 1965, Parc des Princes, Paris | 2 mai 1965, Parc des Princes, Paris | 2 mai 1965, Parc des Princes, Paris | 2 mai 1965, Parc des Princes, Paris |
|  | US Valenciennes-Anzin           | US Valenciennes-Anzin         | 0                             | 3                             |                       |                       | 4 et 25 novembre 1964 | 4 et 25 novembre 1964 | 4 et 25 novembre 1964 | 4 et 25 novembre 1964 |  |  | 2 mai 1965, Parc des Princes, Paris | 2 mai 1965, Parc des Princes, Paris | 2 mai 1965, Parc des Princes, Paris | 2 mai 1965, Parc des Princes, Paris |
|  | US Valenciennes-Anzin           | US Valenciennes-Anzin         | 0                             | 3                             | US Valenciennes-Anzin | US Valenciennes-Anzin | 1                     | 2                     |                       |                       |  |  | 2 mai 1965, Parc des Princes, Paris | 2 mai 1965, Parc des Princes, Paris | 2 mai 1965, Parc des Princes, Paris | 2 mai 1965, Parc des Princes, Paris |
|  | 9 septembre et 14 octobre 1964  |                               |                               |                               | US Valenciennes-Anzin | US Valenciennes-Anzin | 1                     | 2                     |                       |                       |  |  | 2 mai 1965, Parc des Princes, Paris | 2 mai 1965, Parc des Princes, Paris | 2 mai 1965, Parc des Princes, Paris | 2 mai 1965, Parc des Princes, Paris |
|  |                                 |                               | FC Nantes                     | FC Nantes                     | 0                     | 3                     |                       |                       |                       |                       |  |  | 2 mai 1965, Parc des Princes, Paris | 2 mai 1965, Parc des Princes, Paris | 2 mai 1965, Parc des Princes, Paris | 2 mai 1965, Parc des Princes, Paris |
|  | FC Nantes                       | FC Nantes                     | FC Nantes                     | FC Nantes                     | 0                     | 3                     | 1                     | 1                     |                       |                       |  |  | 2 mai 1965, Parc des Princes, Paris | 2 mai 1965, Parc des Princes, Paris | 2 mai 1965, Parc des Princes, Paris | 2 mai 1965, Parc des Princes, Paris |
|  | FC Nantes                       | FC Nantes                     | 4 et 18 novembre 1964         |                               |                       |                       | 1                     | 1                     |                       |                       |  |  | 2 mai 1965, Parc des Princes, Paris | 2 mai 1965, Parc des Princes, Paris | 2 mai 1965, Parc des Princes, Paris | 2 mai 1965, Parc des Princes, Paris |
|  | Nîmes Olympique                 | Nîmes Olympique               | 3                             | 4                             |                       |                       |                       |                       |                       |                       |  |  | 2 mai 1965, Parc des Princes, Paris | 2 mai 1965, Parc des Princes, Paris | 2 mai 1965, Parc des Princes, Paris | 2 mai 1965, Parc des Princes, Paris |
|  | Nîmes Olympique                 | Nîmes Olympique               | 3                             | 4                             | FC Nantes             | FC Nantes             | 4                     | 4                     |                       |                       |  |  |                                     |                                     |                                     |                                     |
|  | 9 et 14 octobre 1964            |                               |                               |                               | FC Nantes             | FC Nantes             | 4                     | 4                     |                       |                       |  |  |                                     |                                     |                                     |                                     |
|  |                                 |                               | SC Toulon                     | SC Toulon                     | 1                     | 1                     |                       |                       |                       |                       |  |  |                                     |                                     |                                     |                                     |
|  | Olympique de Marseille          | Olympique de Marseille        | SC Toulon                     | SC Toulon                     | 1                     | 1                     | 0                     | 2                     |                       |                       |  |  |                                     |                                     |                                     |                                     |
|  | Olympique de Marseille          | Olympique de Marseille        |                               |                               |                       |                       |                       |                       |                       |                       |  |  |                                     |                                     |                                     |                                     |
|  | SC Toulon                       | SC Toulon                     | 1                             | 1                             |                       |                       |                       |                       |                       |                       |  |  |                                     |                                     |                                     |                                     |
|  | SC Toulon                       | SC Toulon                     | 1                             | 1                             | SC Toulon             | SC Toulon             | 3                     | 3                     |                       |                       |  |  |                                     |                                     |                                     |                                     |
|  | 16 septembre et 14 octobre 1964 |                               |                               |                               | SC Toulon             | SC Toulon             | 3                     | 3                     |                       |                       |  |  |                                     |                                     |                                     |                                     |
|  |                                 |                               | Stade Français                | Stade Français                | 2                     | 1                     |                       |                       |                       |                       |  |  |                                     |                                     |                                     |                                     |
|  | Stade de Reims                  | Stade de Reims                | Stade Français                | Stade Français                | 2                     | 1                     | 1                     | 2                     |                       |                       |  |  |                                     |                                     |                                     |                                     |
|  | Stade de Reims                  | Stade de Reims                |                               |                               |                       |                       |                       | 2                     |                       |                       |  |  |                                     |                                     |                                     |                                     |
|  | Stade Français                  | Stade Français                | 1                             | 2                             |                       |                       |                       |                       |                       |                       |  |  |                                     |                                     |                                     |                                     |
|  | Stade Français                  | Stade Français                | 1                             | 2                             |                       |                       |                       |                       |                       |                       |  |  |                                     |                                     |                                     |                                     |
|  |                                 |                               |                               |                               |                       |                       |                       |                       |                       |                       |  |  |                                     |                                     |                                     |                                     |

### Finale
| 2 mai 1965 | FC Nantes                                                   | 4-1 | SC Toulon             | Parc des Princes, Paris                        |                                                |
| | Jacky Simon 9e · Philippe Gondet 50e 55e · Ramon Muller 86e | | 59e Daniel Meggiolaro | Spectateurs : 4 249 Arbitrage : Henri Faucheux | Spectateurs : 4 249 Arbitrage : Henri Faucheux |
| Daniel Eon (André Castel ) - Georges Bout, Robert Budzynski, Yves Jort, Gilbert Le Chenadec - Jean-Claude Suaudeau, Ramon Muller - Jean Guillot, Philippe Gondet, Jacky Simon, Sadek Boukhalfa. · Entraîneur : José Arribas. | Équipes                                                     | Yvan Garofalo - André Boragno, Henri Borowski, Guy Audran, Jean Laffont - Gérard Fabre, Bernard Roubaud - François Simian, Robert Blanc, Daniel Meggiolaro, Francis Blanc. Entraîneur : Hervé Mirouze. |                       | Spectateurs : 4 249 Arbitrage : Henri Faucheux | Spectateurs : 4 249 Arbitrage : Henri Faucheux |